# Univalva
Ce taxon est aujourd'hui obsolète.
Les univalves (univalva) sont des mollusques dont la coquille n'est constituée que d'une pièce.

## Taxonomie
Ce terme est formé à partir des racines latines Uni qui signifie « unique » et valva qui désigne un battant de porte ou de fenêtre. La première occurrence connue de ce terme vient de Théodore de Gaza, mort en 1478, qui l'utilisait pour traduire Histoire des animaux d'Aristote. En effet, Aristote utilisait le terme grec ancien μονόθυρος de μονο [mono] et de θύρα « porte » et qui se traduit donc par « qui n'a qu'une porte » pour décrire ce type d'animaux.
Dès 1661, l'utilisation du terme univalve est attesté comme courant en Angleterre. Dans une ancienne systématique ce terme est utilisé pour désigner une des trois classes de mollusque, avec celle des bivalves et les turbinés, c'est-à-dire en forme de cône. Ce taxon regroupe donc, par exemple, les espèces aujourd'hui situées dans le taxon des gastéropodes, des nautiles, des ptéropodes.
Ce taxon s'est avéré paraphylétique, aussi il a été abandonné par les cladistes au profit des taxons céphalopode, gastéropode et ptéropode. Ce terme a cependant continué à être employé pour désigner les mollusques dont les coquilles sont formées d'un seul morceau, des patelles aux ammonites, et est toujours reconnu dans certaines classifications évolutionnistes.